# 内外レジャーランド
内外レジャーランド（ないがいレジャーランド）は、北海道石狩市にかつて存在したレジャー施設群の総称。

## 概要
石狩町樽川（現・花川南地区）で住宅団地「新札幌団地」を造成していた内外緑地が、飲料水用の井戸を掘削中に温泉を発見したことをきっかけにレジャー施設の開発の検討を開始。1966年9月に水温26.5℃の単純温泉が発見され、塩化ナトリウムを主成分とした温泉とし、これをきっかけとして「新札幌温泉郷」の別名を用い、1968年1月には子会社「内外レジャーランド」を設立。5万平米の敷地を開発し、1968年12月23日に大広間などを備えた本館や浴場など第1期施設が落成、1969年1月3日に開業し初年度には約15万人の来客を数えた。来場者には内外緑地が分譲した新札幌団地の宅地を求める地方の客が多く、売店での買い物を目的とした新札幌団地の住民も見られた。
その後は1972年に日本万国博覧会のスカンジナビア館の移築や、ボウリング場を開業するも、以降は大規模なレジャー開発は進展せず、既存施設の経営は順調だったものの1976年には親会社のユー・アンド・アイ・マツザカ（旧・内外緑地）の倒産に伴い営業を停止。1979年には石狩町議会で町によるレジャーランド施設取得を求める意見が出されたものの、その後進展せず跡地は病院や大学用地などに転用された。

## 温泉施設
一部2階建て1,322平米、総工費約1億円。栄米治が設計を担当。「氷雪と常夏の共存する自然のふるさと」や、「美とスタミナづくり」をキャッチコピーとして大浴場を中心に、近隣の海や山で収穫された魚類や山菜を提供する飲食施設などを設けた。温泉は神経痛・リュウマチ性疾患・骨折外傷に効能があると謳われ飲食施設では石狩鍋が好評を得ており、こまどり姉妹などが来訪しての歌謡ショーやフラダンスショー、万里の長城を模した雪像、子供向けのクリスマス会などといったイベントも行われた。跡地には花川病院が建設された。
主な施設
- 大浴場 - ガラス張り97.35平米[2]、加温を行って供給[2]、熱帯魚水槽を組み込んでいた。
- 大宴会場 - 55坪（180.5平米）で歌謡ショーなどのイベントも実施[2]、収容人数200人。
- スナックバー
- ダンスホール
- ゲームコーナー[15][13]
- 宿泊設備 - 和室1階6畳4室、2階8畳・6畳・4.5畳計14室[2]
- 休憩施設 - 10フロア。
- バー
- 喫茶店[16]
- レストラン
- 食堂
- 売店
- 動植物園（鹿園[16]） - 鹿・アヒル・クジャクバトなどを飼育[16]。

## スカンジナビアン・パビリオン
温泉施設から離れた花川南防風林東側に建設された、日本万国博覧会でデンマーク・フィンランド・ノルウェー・スウェーデン・アイスランドの北欧5カ国が共同出展したパビリオン「スカンジナビア館」を移築した施設。延床面積2,392平米、高さ8m。
1969年8月に万博のPRのため来道した日本万国博覧会協会の石坂泰三会長・鈴木俊一事務総長と内外緑地の松坂社長が会談した際に石坂会長からパビリオンの譲受に関して「北海道の自然環境にマッチした北欧のスカンジナビア館あたりが良い」と助言を受けたことをきっかけに、1970年7月に北海道産業開発委員会が北欧五カ国とパビリオン移築に合意、10月22日に移築資材第1便となるトレーラー3台がフェリーで小樽港から北海道入りし23日から新札幌団地に移築資材の搬入を開始、委員会メンバーの内外緑地が建設費を負担する形で71年5月に着工し、新たな展示品を加えるなど7.1億円の費用をかけ、1972年1月31日に開館式を実施、札幌オリンピック開会式前日にあたる2月2日に開業。万博開催時本館の正面にはパビリオンのテーマ「産業社会における環境の保護」のもと科学技術の正負の側面を表すプラスとマイナスの記号を上部にあしらったコンクリート製の半円型のシンボルタワーがあり、開業当初の広告にもタワーの付いた写真が掲載されていたものの、実際には移築されなかった。開業時には北欧5カ国から200万円の寄付が行われたほか、札幌オリンピックに出場する北欧諸国の選手も多数訪問した。
館内では北欧の経済や文化などを紹介する写真、バイキングの発展と侵略の解説や木造船「オーセベリー号」の模型や白夜のパノラマなどの展示、54台のプロジェクターをフルに使ったスライドマルチビジョンを用い産業の革新による正負の側面を紹介する映像展示を展開する「エクスポホール」や、2階には北欧の文化を上映する映写ホール「スカンジナビア大ホール」、また北欧から招いた料理人が調理するレストラン「バイキング」などを設置し、開館当初には北欧人のコンパニオンが案内を行っていた。周辺の原始林は「北欧の森」の愛称とし屋外活動に用いられた。また北海道と北欧諸国の国際交流を行う社交機関を目的とした会員制度「SSC（サッポロスカンジナビアンクラブ）」も設けており個人6万円・法人20万円の入会金で会員にはパビリオン館内の飲食店やボウルニューサッポロ等内外レジャーランド施設での優待が受けられた。
倒産後の1979年に石狩町長は町議会でスカンジナビアン・パビリオンの取得に前向きな意向を示すも、1981年1月には周辺の16万平米の土地について藤学園への譲渡が成立。ゼミナール室などへの転用も検討されたものの本館の内外が不法侵入により破壊され室内に煙草の吸殻や灯油などが持ち込まれるといった荒廃した状況となっており管理責任上問題があると判断し、1981年6月から7月にかけて解体。しかし事前の説明が不足した状況で解体が行われたことから、地元住民の他道内の北欧関係の友好団体や北海道庁の北方圏調査室といった国際交流関係の部署からは反対や懐疑的な意見が生じた。その後跡地には藤女子大学花川キャンパスのテニスコートが整備された他、花川南2条4丁目に設置された女子寮が居酒屋に転用され残存している。
館内
- 1階：エントランスホール、EXPOホール、シネホール、カフェテリア、バイキングレストラン
- 2階：特別展示室、SSCルーム、会議室

施設
- エントランスホール（総合展示ホール） - 白夜の現象を24時間かけて撮影した組写真パネル、ノルウェーのフィヨルド・デンマークのクロンボルグ城・スウェーデンのストックホルム・フィンランドの森と湖・アイスランドの火山といった各国の風景パネル、バイキングの歴史を紹介する帆船模型やパネル、ラップランド文化の紹介を展開[17]。
- エクスポホール - 54台のスライドプロジェクターと29台のスクリーンを用いてHBC映画社の再編集による「産業社会における環境と保護」をテーマとした映像展示を展開[17]。
  - Aゾーン - 「現代人の環境」をテーマに現代の社会環境を正負両面からわかりやすく解説する。
  - Bゾーン - 現代の産業革新がもたらす正負の面を比較しつつ、自然音や騒音などの様々な効果音を織り交ぜながらスカンジナビア諸国による公害追放への願いを取り上げる。
  - Cゾーン - 80台の垂直プロジェクターから床や来場者の衣服にメッセージを小さく投影し、プラスの形に組まれたスクリーンに公害のない美しい世界を映し出す。
- シネホール（映写ホール） - 大阪万博の記録映画や北欧の文化に関する映画を上映する。
- スカンジナビアホール - 150人収容の大ホール、音響設備や映写装置を備え国際会議にも対応可能とした[17]。
- 特別展示室 - 物産展、写真展、万博写真展など特別展を主目的とし、即売会にも対応した[17]。
- レストランクラブ「バイキング」 - コペンハーゲンから招いた料理人による本格的な北欧料理をスモーガスボード形式で提供、約70-80人収容可能[17]。
- カフェテリア「メイポール」 - オープンサンドなどの軽食や飲料を販売[17]。
- ライブラリー - 北欧関連の図書を所蔵する図書室[26]。
- SSCルーム - SSC会員向けの専用室、秘書が常駐した[17]。

## ボウルニューサッポロ
温泉施設と防風林の間にて建設された、52レーンを擁するボウリング場。三菱グループが主導する形で建設され、1972年7月22日に開業。開業記念イベントにはあがた森魚が出演。後述の拡張計画の一環としてボウリング場が検討され、初期には60レーンを背中合わせにした120レーンの案も存在した。
土地代を除いて総工費7億円をかけ建設され、1階500平米・2階637平米の本館には古河鉱業製のマシンを用いた52レーンのボウリング場をはじめ、ボウリング用品売場や喫茶・ビリヤード室・ロッカー室を設けた。
閉業後は1979年の町議会にて町での取得は施設の状況や財政面から困難といった意向が示され、その後跡地の大半に石狩町花川南コミュニティセンターが1988年に完成、建屋の北西側の一部は2010年頃まで残存が確認され、その後2020年時点では駐車場となっている。

## 拡張計画
開業初期から巨大レジャーランドの建設を目論み、その後1971年時点では後背の新札幌団地地区と合わせて「ニュー・サッポロ・シティ」として24時間型の都市を目指した計画を検討するなど、複数の拡張計画が検討されていた。

### 初期
1968年の計画初期段階から総合レジャー開発の検討を行っており、翌1969年の温泉施設開業直後時点では自然と人工物を調和した通年型の施設開発とし、1971年の完成予定で100万平米の敷地内に予算45億円を投じて「北国の生活にリズムと夢と希望を与える」「参加し、プレイし、子どもたちに科学を教え、頭の中の知識を行動によって確かめる」といったコンセプトのもとで開発し、日本万国博覧会の施設払い下げも目論み、年間売上高約35億円を目論んだ。
想定施設
- ハワイアンセンター - 15,000平米の3階建てドームにプール・サウナやボート・釣りを楽しめる人造湖や熱帯植物を配し、トロピカルダンスショーなどを展開する[7]。
- エスキモーの国 - 雪のムードを表した外観で北国の風俗を表した部屋を備えたホテルを展開[7]。
- 戦争ごっこ - 高さ20mの要塞を中心に据え無線操縦の飛行機・戦車・ミサイル・空母・潜水艦を戦わせる[7]。
- アクセス鉄道 - 札幌市電北24条-新琴似間の跡地を用いて建設[7]。
- サウナパラダイス[1]
- ホテル - 鉄筋造8階建て200室[1]
- 海洋コーナー - 20万平米、帆船など船を浮かべたイメージ図が描かれた[1]。
- パビリオン - 北海道本島の形状を模した資料館エリアや池の中に建てられた水族館のほか水族館、民族館、宇宙館、科学館、世界館を計画[1]。
- イベント会場 - 催物館、サーカス小屋、屋外音楽堂[1]
- 遊具 - ジェットコースター、観覧車、動くプレイコーナー、子供コーナー、大人コーナー[1]
- スポーツ施設 - 野球場、カラープール、テニスコート、バレーコート、競技場[1]
- 万博関連 - カナダ館をはじめ太陽の塔を備えた広場、オーストラリア館などと見られるパビリオンの移築案が描かれていた[1]。
- その他 - ターミナル、動く歩道、広場、植物園、キャンプ村、噴水塔、宇宙コーナー、内外シンボルタワー[1]、野生の国（熊や鹿などを飼育）、レストハウス[8]

### 西原研究所案
西原研究所の設計のもと、1975年の完成を目標とした長期計画としてレジャーエリアにとどまらず札幌中心部・石狩湾新港・手稲や小樽方面への結節点となる地域社会のコアを構築することを目論んだ「ニューサッポロシティ」計画を策定。発寒川沿いの花川南2条5丁目から花川南防風林を挟んで南8条4丁目付近での開発案としてスカンジナビアン・パビリオン付近に夜のレジャーの拠点となる「コアセンター」と日中のレジャーの拠点となる「サブセンター」の2つのメインエリアを設け、花川南防風林を境に東側に高級別荘地区・コアセンター・交通センター・北欧の森、西側にサブセンター・レジャーランド・高層住居の合計7エリアを指定し動線は歩行者中心の形で道路は緊急車両を除き車両の立ち入りを廃し、西端のレジャーランド・高層住居を除いたメインセンターから高級別荘地区までをペデストリアンデッキでつないだものとし、施設は段階的に増改築を行うシステムとした。
工費の概算としてサブセンター地区を優先的に着工しレジャー施設のボウリング場・カリビアンドーム・ホテル・屋外プールスケート場・カーリング場・プレイングセンター・スカンジナビア館・リゾートマンションの8施設合計で49億2280万円、道路やライフラインやケーブルテレビ網等の基幹施設に29億8000万円の概算とし、年度別では1971年度にボウリング場・カリビアンドーム・飲食店・ホテル・カーリング場・プレイングセンター・スカンジナビア館・本社ビルの建設に42.8億円、1972年度にボウリング場・屋外スポーツ場・プレイングセンター・飲食店・リゾートマンションの建設に19.2億円の概算とした。カリビアンドームの案については既存のハワイをテーマとしたレジャー施設と差別化するべくカリブ海をテーマとした開発を着想し、ドーム内に小型運河を設け海賊船で周遊させるといった案が検討された。
1970年8月時点では、アクセス計画の一環として後述の「パイロットプラン」にも盛り込まれる「内外急行電鉄」も検討されており、札幌市電北24条-新琴似間の軌道跡地を用いつつ新琴似以遠の新札幌団地地区までを新幹線規格の高架鉄道で結び、新札幌団地周辺に人工渓谷を作り人造湖の上に電車を走らせる形で観光鉄道的な要素も盛り込み北24条から新札幌団地まで所要時間6分を見込んでいた。
1971年1月には「内外レジャーコンビナート」計画としてスカンジナビア館移築とともに既存の温泉施設棟と直結する形で海賊船や南国の植物などを配した温水プール「カリビアンドーム」や3-4階建ての飲食店街「レスセンター」・コンピューターやケーブルテレビ局を備えた6階建ての本社ビル「センタービル」・ボウリングセンターを増築する計画図が報じられている。
想定施設
- 宿泊休憩施設 - ホテル・レンタルルーム
- 飲食施設 - 高級レストラン・郷土料理店・野外バイキング
- レジャー施設 - カリビアンランド、カーリング場、ボウリング場、シミュレーションゴルフ、プール、スケート場、ディスコティック、ゲームセンター
- ショッピング施設 - デパート、専門店、日用品マーケット、移動販売
- ナイトレジャー施設 - ナイトクラブ、バー、スナック、深夜喫茶
- その他 - ケーブルテレビ局、エネルギープラント、内外緑地本社ビル、リゾートマンション[40]、別荘地、録音スタジオ、アトリエ、展示場[31]

### パイロットプラン
大日本印刷クリエイティブセンターが策定し1971年9月に三菱グループと提携しての工期5年総工費200億円以上規模の開発計画が報じられ、1972年2月に広告掲載されたニューサッポロシティ計画の想像図。
防風林東側に鉄道駅・道路インターチェンジとスポーツ施設や音楽堂やスカンジナビアンパビリオン等の「文化タウン」・別荘地等の「グリーンサウンタウン」、西側にプールや商業施設等の「タウンセンター」や集合住宅・宿泊施設等の「スイートタウン」を置いた形とし、商業施設のみならず銀行や郵便局に至るまで24時間営業を行う「24時間都市」として利便性を高める構想とし、本社ビルに併設して近隣団地5万戸をサービスエリアとしたケーブルテレビ局計画を古河電工とともに展開する計画も検討された。
想定施設
- 交通・管理・共同施設 - インターチェンジ（西側2箇所・中央部1箇所）、駐車場、内外急行電鉄ステーション（地区外と接続）、ミニモノレール（地区内の軌道交通）、テーマタワー、本社ビル（地下1階地上6階建[30]）、供給処理施設、広場
- スイートタウン -　マンション（10階建100室10棟[30]）、ホテルプラザ、レステル
- タウンセンター - 天の川コース、ボウリングシアター、プレジャープールサウナ、メンズファッションシアター、レディスファッションシアター、スポーツファッションシアター、自由店舗、サテライトスタジオ、文化センタープラザ
- 文化タウン - スカンジナビアンパビリオン、防衛大学、展示館、音楽劇場、スポーツパーク・レストハウス、アクションレジャーパーク（冬季ウィンタースポーツゲレンデ）
- グリーンサウンタウン - クラブハウス、貸別荘、グリーンパーク

施設詳細
- コアタウン - ショッピングとレジャーの街として、複数フロアの広場を囲むように施設を形成し多様性と豊かさを持たせ人々の活動を展開、日用品店や子どもの遊び場も盛り込む。
  - 広場 - 天然石と芝生で舗装、2階建てのペデストリアンデッキで囲みステージやスタンドを設け各種イベントを行う。
  - 宿泊施設 - 滞在者のために200-250台のベッドを備えたホテルを中心部に建設。
  - レジャー施設 - 直径90mのドームに17世紀カリブ海沿岸のムードで温水プール・サウナ・レストラン・ショーステージ等の遊戯施設を設置。
  - ショッピング施設 - 個性ある店舗を集めショッピングの楽しさを演出する。
  - 文化施設 - 映画・演劇・音楽等に対応し舞台装置や映写装置を最大限に備えた小劇場を設置。
  - 飲食施設 - 屋内外に個性ある変化に富んだレストランや喫茶を設置。
- 北欧の森パーク - スカンジナビアン・パビリオンを中心に文化・教育施設を主に建設。
  - ダウンタウン - 飲食店やブティック、北欧家具・民芸品などの販売を展開する商業施設。
  - サウナビレッジ - 林間の池を中心に15棟の本格的なサウナを設置。
  - ニュースカンセン - 北欧の民家展示を中心に北欧の生活の紹介や民族衣装を身に着けたスタッフによるダンスなどのサービスを展開。

### 札幌オリンピック記念運動公園
札幌オリンピック組織委員会が札幌市南区真駒内のオリンピック選手村食堂棟を売りに出し1972年5月に内外緑地が450万円で落札し当初石狩町花畔での「青少年海外派遣研修センター」としての使用を計画、その後スカンジナビアン・パビリオンに隣接する札幌市北区屯田の28ヘクタールの土地を用い若者のスポーツと研修の場を目的として、「札幌オリンピック記念体育館・運動公園」として食堂棟を移築し全国大会に対応した872人収容の宿泊施設と屋内体育場を整備、この他
400mトラックを備えた陸上競技場、後楽園球場と同規模の野球場、サッカー・バスケットボール・バレーボールほか各種競技場の建設を1972年夏頃から検討。スカンジナビア館南東側の敷地にて、鉄筋一部2階建て9,902平米の食堂棟には宿泊施設や360人収容の大会議室や柔剣道場・卓球場・トレーニング室を入れ、恒久建築物として基礎・外装共新装する計画とした。
工費として体育館に5億円・運動公園に2億円を想定し1972年9月から着工し翌年5月にグラウンドを除く施設で一部開業し9月にグラウンドを完成させ全面開業する計画としたが、建設地が市街化調整区域に位置していたことや、体育館がゴルフ場のクラブハウスとみなされる事や宿泊施設が含まれている事を理由として札幌市からの建設許可を得られず着工に至らなかった。
想定施設
- 記念体育館（札幌オリンピック選手村食堂棟を移築）
  - 競技室：武道場657.6平米、卓球場786平米
  - 宿泊室：1階女子室（定員328人）、2階男子室（544人）
  - その他：トレーニング室608.8平米、シャワー室、救護室、健康相談室、筋力測定室、心理研究室、大食堂（定員360人）、小食堂（270人）、会議室（160人）
- 陸上競技場 - 400mトラック・補助トラック付き、サッカー・ラグビーグラウンド併設
- 硬式野球場
- テニスコート
- バスケットコート
- バレーコート
- 登山訓練場 - 高さ30m、南側に直角岩壁・北側にスキー兼用スロープ100m
- サイクリングロード - スカンジナビア館周辺緑地帯1周5.35km
- ゴルフ練習場 - 幅80m長さ280m
- サッカーコート
- アーチェリー場
- バドミントンコート
- キャンプ場